# Pasajul Mihai Bravu
Pasajul Mihai Bravu - Splaiul Unirii este un pasaj suprateran din București.
El are ca punct de plecare bulevardul Mihai Bravu, în dreptul străzii Vântului, situată chiar lângă stația de metrou Mihai Bravu, traversează Splaiul Unirii peste râul Dâmbovița și intersecția dintre calea Văcărești și bulevardul Tineretului, încheindu-se pe Calea Văcărești.
Pasajul are o lungime de 700 de metri și a fost construit pentru a rezolva problema traversării Splaiului Unirii, în zona intersecției cu Șoseaua Mihai Bravu.
Lucrările au fost incepute de firma Romstrade  dar santierul s-a blocat cand erau ridicate partial doar cateva din pilele podului estic. Dupa cativa ani de blocaj, s-a facut o noua licitatie castigata de firma Astaldi, care a dus proiectul la bun sfarsit.
Pasajul a fost deschis în anul 2014, pe etape: la 1 iunie 2014 a fost inaugurat sensul de mers dinspre Piața Sudului înspre Dristor; iar la 28 octombrie 2014 a fost inaugurat și al doilea sens de mers.

## Vedeți și
- Lista pasajelor din București